# Mariquita Sánchez
Mariquita Sánchez de Thompson (nata María Josepha Petrona de Todos los Santos Sánchez de Velasco y Trillo e in seconde nozze Mariquita Sánchez de Mendeville; Buenos Aires, 1º novembre 1786 – Buenos Aires, 23 ottobre 1868) è stata una patriota e attivista argentina.
Eminente salottiera bonaerense, organizzatrice di tertulias che riunivano molte delle maggiori personalità del tempo, è ricordata in questa veste per aver ospitato presso la propria dimora la prima esecuzione dell'inno nazionale argentino il 14 maggio 1813. Fu tra le prime donne argentine apertamente schierate in politica ed è considerata la più attiva figura femminile del processo rivoluzionario.
Fu autrice di un resoconto testimoniale diretto delle fallite invasioni britanniche di Buenos Aires, dove illustrò i sentimenti contrastanti della popolazione locale al riguardo. Sotto il governo di Juan Manuel de Rosas visse in esilio a Montevideo, tranne periodici viaggi a Rio de Janeiro, finché rientrò a a Buenos Aires all'indomani della battaglia di Caseros che vide la sconfitta di Rosas e l'instaurazione in Argentina di un nuovo regime costituzionale.

## Biografia

### Anni giovanili

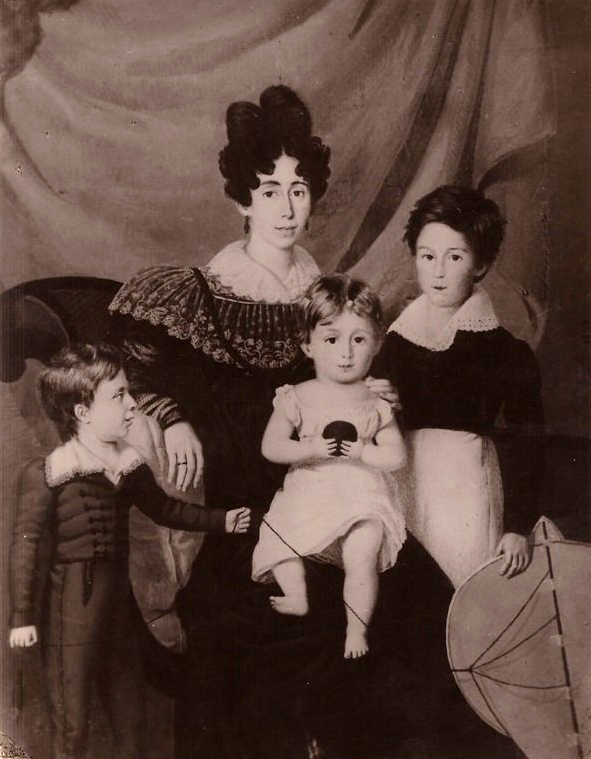
Mariquita Sánchez con tre dei suoi figli (Goulu, anni 1820)

Nata da Cecilio Sánchez de Velasco e Magdalena Trillo, di famiglia appartenente all'élite coloniale di Buenos Aires e con influenti contatti politici, visse un'infanzia privilegiata e, adolescente, si dichiarò già promessa al secondo cugino dal lato materno Martín Thompson, di cui era innamorata, per non sposare il vedovo cinquantenne Diego del Arco, donnaiolo e giocatore d'azzardo al quale era destinata dai genitori, e interruppe platealmente la festa di fidanzamento con costui.
Thompson era ufficiale della marina militare spagnola, aveva studiato in Europa e coltivava forti ideali indipendentisti. Dopo la promessa di matrimonio, nell'inverno 1801, Cecilio Sánchez riuscì tramite amicizie politiche a farlo trasferire in Spagna e condusse la figlia alla Casa degli esercizi spirituali di Ignazio di Loyola per mortificarne la ribellione; ma ottenne solo di vederla, una volta tornata a casa, sempre determinata nel suo proposito. Cecilio morì nel 1802, prima che Thompson rientrasse in patria, e tuttavia i fidanzati dovettero ricorrere al viceré per vincere l'opposizione di Magdalena Trillo. Il matrimonio fu celebrato nel luglio 1805. La coppia ebbe cinque figli, una femmina e quattro maschi.

### Impegno politico
Mariquita Sánchez si rivelò presto persona mondana e scrittrice, e intraprese l'impegno politico per la causa patriottica. Nel 1810 finanziò la guerra d'indipendenza argentina con una donazione di tre once d'oro (equivalenti a circa 1400 dollari del 2023) e nel 1812 si associò ad altre donne nel sodalizio delle Patricias Argentinas per riequipaggiare e riarmare l'esercito, confezionando anche personalmente uniformi per i soldati.
Nel frattempo aprì a Buenos Aires un salotto, punto d'incontro di una rete di esuli e di portegni, e qui organizzò tertulias che furono tra le più rinomate del vicereame, frequentate da molti aristocratici e notabili dell'epoca. Dopo la rivoluzione, casa Thompson divenne centro di convegni artistici; gli ospiti di Mariquita nelle tertulias danzavano, giocavano a carte, ascoltavano musica, parlavano d'affari, libri, religione e politica. Lo stesso Thompson era un funzionario politico, e nel 1816 fu inviato negli Stati Uniti per una lunga missione negoziale sull'indipendenza dell'Argentina, ma morì nel viaggio di ritorno (1819).

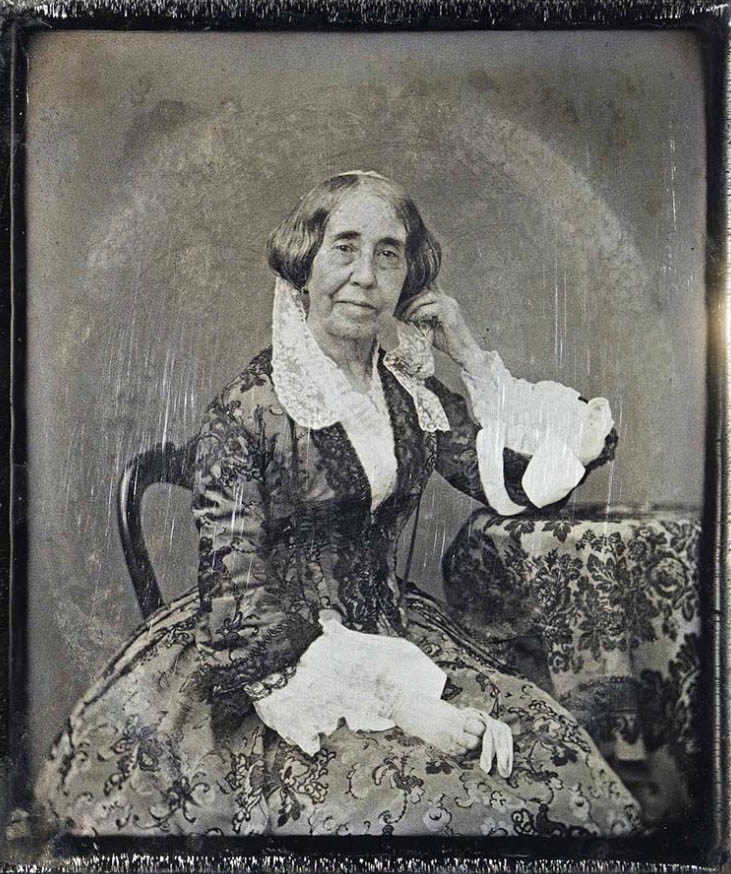
Dagherrotipo di Mariquita Sánchez in età avanzata (1854)

Verso il 1820 Mariquita Sánchez sposò in seconde nozze l'aristocratico francese, membro del consolato di Francia a Buenos Aires, Jean-Baptiste de Mendeville. La loro unione è stata ritenuta infelice; Mariquita dagli anni 1830 iniziò a sostenere il tema del divorzio. Il matrimonio tuttavia restò in piedi finché Mendeville fu richiamato in patria nel 1835. Dopo le nozze casa Sánchez aveva continuato a ospitare tertulias e si era confermata centro di musica, arti plastiche, opere assistenziali, politica. Nel 1823 la patriota collaborò con il futuro presidente Bernardino Rivadavia nel fondare una Sociedad de Beneficiencia che fu la prima istituzione filantropica gestita da donne bonaerensi con lo scopo di tutelare e istruire altre donne perché prendessero parte alla vita pubblica. Sotto il regime di Juan Manuel de Rosas la società fu sciolta e Mariquita costretta all'esilio a Montevideo; in questo periodo che scrisse gran parte delle lettere e delle opere note. Nel 1846 si recò a Rio de Janeiro; al ritorno meditò di emigrare in Europa, ma decise infine di stabilirsi in Uruguay.

## Opere e tematica
Mariquita Sánchez è nota soprattutto per le lettere scritte alla famiglia durante l'esilio e al riguardo è stata definita una «macchina per scrivere umana» intensa e appassionata. Il suo stile è ritenuto magistrale, risultato di un'ottima istruzione nell'infanzia, e le sue opere sono state recepite come permeate di «spirito progredito e aperto».
Gli scritti includono lettere private, poesie, appunti, un diario e un resoconto della vita nella Buenos Aires coloniale. Le opere di Mariquita Sánchez affrontano temi di spicco del femminismo, esplorati sotto gli aspetti dell'eguaglianza, dell'istruzione e dell'influenza in politica del costume sessuale femminile. I testi indagano anche le idee di nazionalità e cittadinanza, forti dell'esperienza di due mariti venuti da paesi europei e della vita in una nazione coloniale. Il suo diario di Montevideo, scritto nel 1839-1840, registra e analizza dati politici; esso e l'epistolario redatto dal 1804 al 1868 sono stati pubblicati nel 1952.

## Retaggio

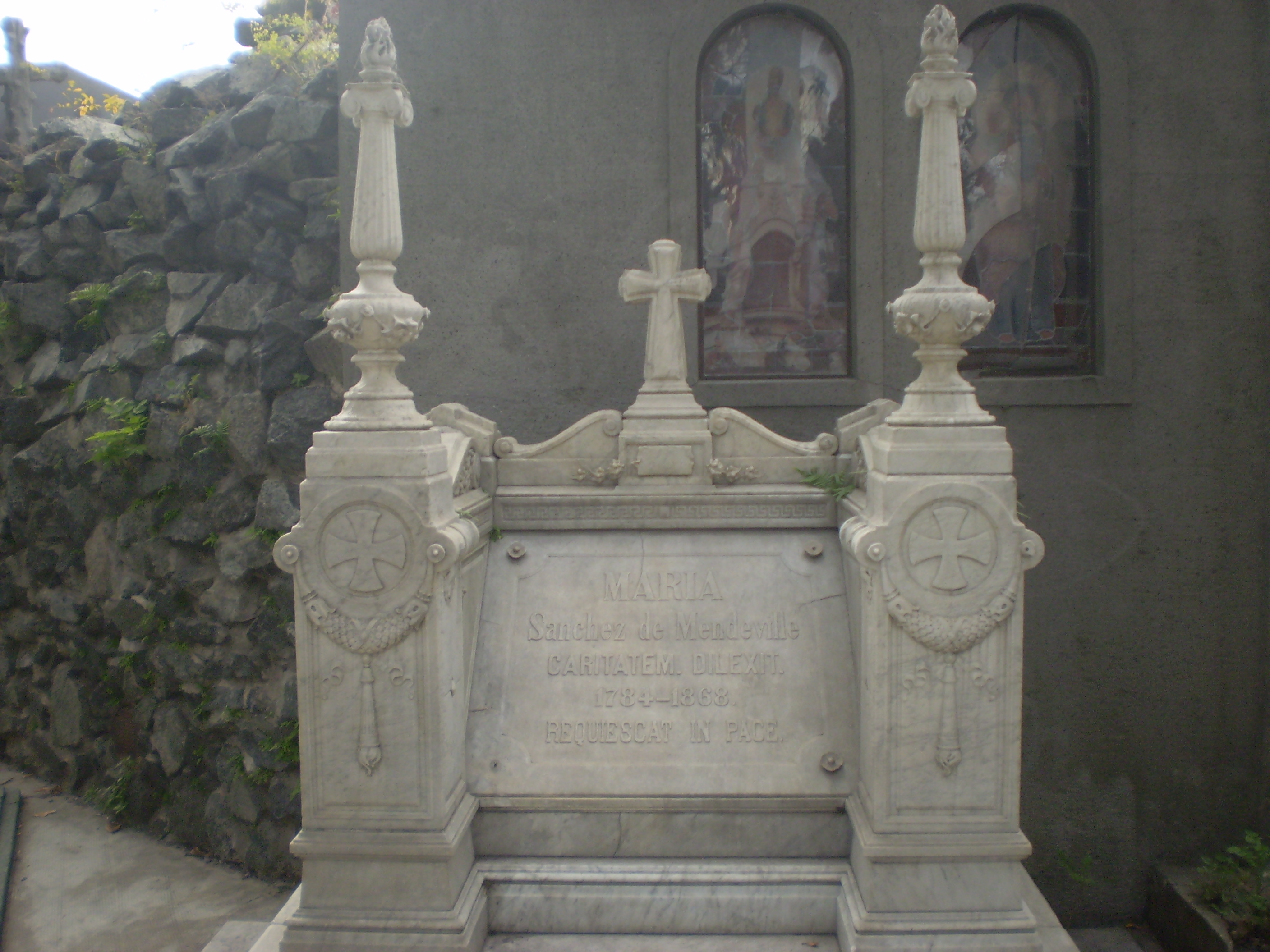
La tomba di Mariquita Sánchez al cimitero della Recoleta di Buenos Aires

Oltre che per gli scritti e le tertulias, la figura di Mariquita Sánchez è ritenuta in più sensi un simbolo nazionale, e ricordata soprattutto per l'attivismo politico e la difesa delle donne, mercé anche il suo impegno nella Sociedad de Beneficiencia. Mónica Szurmuk la definisce «la più importante figura femminile nella vita agli albori della vita repubblicana in Argentina». Si ritiene poi essere stata la prima persona a intonare l'inno nazionale argentino al suo debutto, che si dice avvenuto nella sua casa il 14 maggio 1813, affermazione riportata anche nei testi di scuola elementare.

## Incongruenze biografiche
La biografia della patriota presenta tuttavia diverse incongruenze. Dibattuta è la natura della sua relazione con Mendeville, con alcune fonti che la danno sposata e nuovamente incinta già nel 1819, quindi a poche settimane dalla perdita (23 ottobre) del primo marito. Per altro verso, la morte di Thompson la lasciò erede di un notevole patrimonio, e la circostanza è stata invocata per ritrarre Mendeville come un avventuriero. La stessa natura di esilio del soggiorno a Montevideo è stata messa in discussione, esistendo prove del ritorno di Mariquita a Buenos Aires più di una volta e documentazione del fatto che vi sia vissuta dal 1847 al 1851. Si sa che il regime autoritario di Rosas pose numerose restrizioni ai movimenti degli oppositori politici, negando loro l'espatrio; non esistono però fonti di tali restrizioni a carico di Mariquita Sánchez, e ciò suggerisce l'eventualità che il suo ruolo politico sia stato sopravvalutato.